# Habronyx citrinus
Habronyx citrinus är en stekelart som beskrevs av Porter 2007. Habronyx citrinus ingår i släktet Habronyx och familjen brokparasitsteklar. Inga underarter finns listade i Catalogue of Life.